# Beroepsvereniging van Improviserende Musici
De Beroepsvereniging van Improviserende Musici (BIM) is een Nederlandse beroepsvereniging, opgericht in 1971. Als beroepsgroep vertegenwoordigt zij musici en is zij een lobbygroep voor fondsen voor jazz en geïmproviseerde muziek.
In 1974 richtte zij een jazzpodium op, het Bimhuis, in Amsterdam, dat gevestigd werd aan de Oude Schans. In 2004 verhuisde het Bimhuis naar een nieuwe locatie aan de Piet Heinkade, eveneens in Amsterdam.